# Kashima (croiseur)
Pour les articles homonymes, voir Kashima (navire).
Le Kashima (鹿島 練習巡洋艦, Kashima renshūjunyōkan) était un croiseur léger de classe Katori en service dans la Marine impériale japonaise. Le navire est baptisé sous le nom du sanctuaire Shinto Kashima, situé dans la préfecture d'Ibaraki, au Japon.

## Historique

### Début de carrière
Construit par la société Mitsubishi aux chantiers navals de Yokohama, il est lancé en septembre 1939 et mis en service en mai 1940.
Le 28 juillet 1940, le Kashima et son sister-ship Katori participent à une croisière, visitant Etajima, Ominato, Dairen, Port Arthur et Shanghai. Peu de temps après son retour au Japon, le Kashima est réaffecté dans la 4e flotte, en tant que navire amiral de la 18e division de croiseurs. Le 1er décembre 1941, il devient navire amiral de la 4e flotte du Vice-amiral Shigeyoshi Inoue, branche de la Marine japonaise basée à Truk, dans les îles Carolines. Au moment de l'attaque de Pearl Harbor, le croiseur est ancré à Truk.

### Début de la guerre du Pacifique
Lors de l'opération "R" (invasions de Rabaul et Kavieng) les 23 et 24 janvier 1942, le couvre le débarquement des troupes Japonaises. Le 20 février, il prend part à la poursuite du porte-avions USS Lexington et de la Task Force 11. Trois jours plus tard, il rejoint Truk où il assume les fonctions de Garde de la base, en mars et avril.
Le 4 mai 1942, lors de l'opération "MO" (invasions de Tulagi et Port Moresby), le Kashima atteint à Rabaul, en Nouvelle-Bretagne, dirigeant les opérations. Il ne participe donc pas à la bataille de la Mer de Corail. À la suite du succès des débarquements de troupes Japonaises en Nouvelle-Guinée, le Kashima retourne à sa base.
En juillet 1942, le Kashima retourne brièvement à Kure. Il est réaménagé du 1er au 25 août 1942 : les 4 canons de 50 mm sont remplacés par 2 tourelles doubles de 1" AA type 96. Le croiseur appareille de Kure le 26 août 1942 et arrive à Truk le 3 septembre, reprenant ses fonctions de navire-amiral et Garde de la base.
Le 8 octobre 1942, une conférence a lieu à bord pour élaborer le plan des constructions de défense du Pacifique. La conférence est suivie par le Contre-amiral Matome Ugaki, chef d'État-major de la flotte combinée et divers responsables de l'armée impériale japonaise.
Escorté des destroyers Asanagi et Yūnagi, il appareille de Truk le 17 novembre 1942 pour une tournée d'inspection des îles Marshall. Atteignant Kwajalein le 20 novembre, il repart le 24 novembre. Il arrive ensuite à Jaluit le 25 novembre et mouille à Imieji jusqu'au 29 novembre. Il revient à Truk le 2 décembre. Le croiseur reste navire de la Garde de Truk jusqu'au 7 avril 1943.
En réponse à la menace croissante sur les îles Gilbert et Marshall, il appareille de Truk le 27 août 1943, escorté des destroyers Hatsuzuki et Suzutsuki. Le groupe arrive à Kwajalein le 30 août. Pour une raison inconnue, en repart le jour-même avec son escorte, atteignant Truk le 2 septembre.
Il appareille de Kwajalein le 13 octobre 1943 pour Roi-Namur, revenant à Kwajalein le 21 octobre puis à Truk le 8 novembre. Lorsqu'il quitte à nouveau Truk, son groupe est attaqué par le sous-marin USS Sculpin, qui le coule sans perte japonaise. Le Kashima est arrive à Kure le 25 novembre 1943, où il est en cale sèche jusqu'au 12 janvier 1944.
Du 23 janvier au 15 avril 1944, le Kashima sert de navire de formation pour l'Académie navale impériale du Japon à Etajima, où il effectue de nombreuses croisières en mer Intérieure.

### Dernières phases de la guerre du Pacifique
Pour compenser les nombreuses pertes japonaises, le croiseur sert de transport. Du 26 mai au 11 juillet 1944, il fait quatre aller-retour entre Shimonoseki à Okinawa, transportant des renforts et des approvisionnements. Lors de l'opération "Ro-Go", le croiseur transporte du personnel et des fournitures à Taiwan, tout en faisant de nombreux voyages à partir de Kagoshima, Kure et Keelung.
Le 20 octobre 1944, il est repéré par le sous-marin USS Tang qui ne lance aucune attaque.
Le 20 décembre 1944, le Kashima est modifié à l'arsenal naval de Kure, où son tube lance-torpilles est remplacé par deux tourelles doubles de 12,7 cm/40 Type 89 sans blindage, 4 canons triples de 25 mm Type 96, un radar de recherche type 22, des hydrophones et un sonar sont ajoutés. Des appareils de communication ont également été installés. Ses compartiments arrière sont modifiés, pouvant dorénavant embarqués jusqu'à 100 charges de profondeur, avec quatre lanceurs sur deux rails installés sur le gaillard arrière. En outre, huit canons en montage simple Type 96 25 mm ont été ajoutés, portant le nombre total à 38 canons et un radar de recherche aérien type 13 a également été installé.
À partir de février 1945, le Kashima effectue des patrouilles de lutte anti-sous-marine en mer de Chine méridionale et au large de la Corée. Le 19 mai 1945, il heurte et a coule le cargo Daishin Maru dans le détroit de Tsushima. Un réservoir d'essence est endommage lors de la collision, provoquant un incendie, qui est rapidement maîtrisé. Le navire se rend à Chinkai pour y être réparé. Il poursuivit ensuite ses missions de patrouille anti-sous-marine au large de la Corée, et ce jusqu'à la fin de la guerre.
Le Kashima est rayé des listes de la marine le 5 octobre 1945.

### Carrière d'après-guerre
Après la guerre, les autorités américaines utilisent le Kashima comme transport de rapatriement. Il est désarmé peu après.
Du 10 octobre 1945 au 12 novembre 1946, le Kashima effectue au total 12 voyages vers la Nouvelle-Guinée, les îles Salomon, les îles Marshall, Singapour, l'Indochine française, Taiwan, l'Indonésie, la Thaïlande et Hong Kong, transportant quelque 5 800 anciens soldats de l'armée japonaise et des prisonniers de guerre de retour au Japon.
Le croiseur est démantelée à Nagasaki entre le 15 novembre 1946 et le 15 juin 1947.